# 坦佩雷主教座堂
坦佩雷主教座堂（芬蘭語：Tampereen tuomiokirkko）是芬兰坦佩雷的一座信义宗教堂，坦佩雷教区的主教座堂。该建筑由拉尔斯·松克设计，风格为民族浪漫风格，建于1902-1907年。
该堂以壁画著称，由象征主义画家胡戈·辛贝里绘于1905-1906年。这些绘画在当时饱受批评，包括辛贝里《受伤天使》和《死神花园》的壁画版本。尤其是天花板顶部红色背景上画了一条蛇，通常解释为罪和腐败的象征。
教堂里表现未来各种族人民复活的祭坛画是由芒努斯·恩克尔所创作的。

## 图集

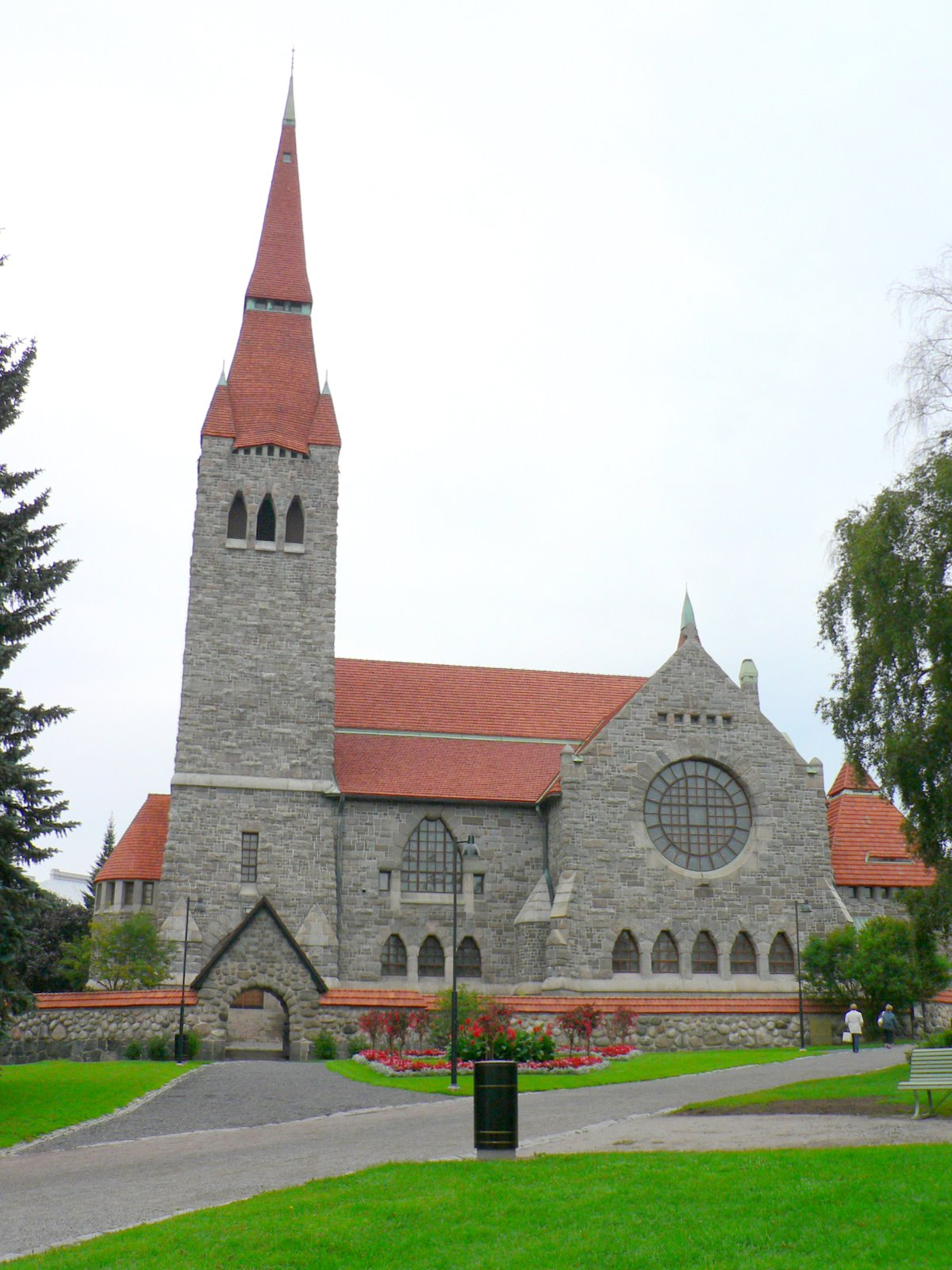
教堂外观
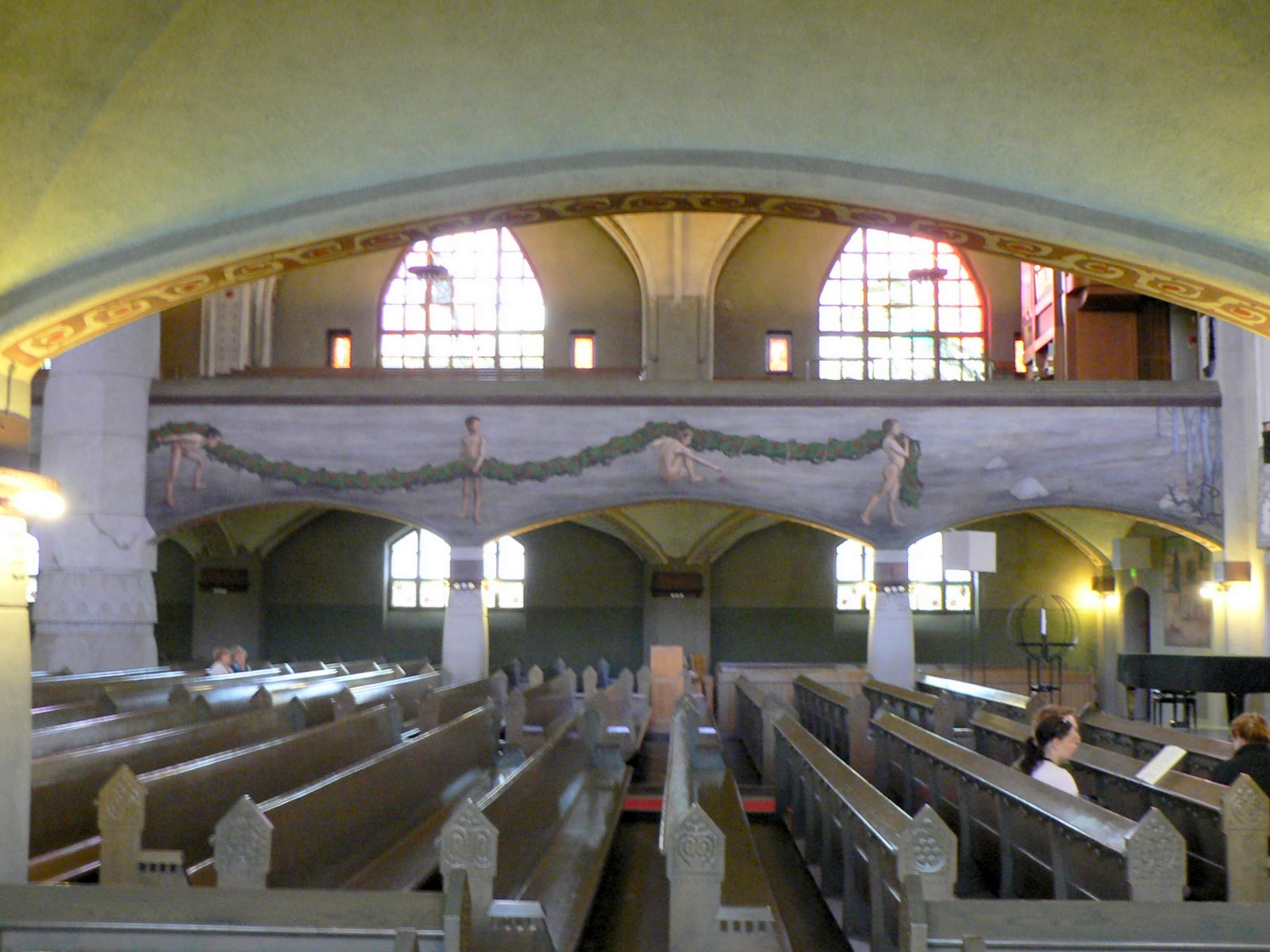
辛贝里的壁画《扛青藤的男孩》
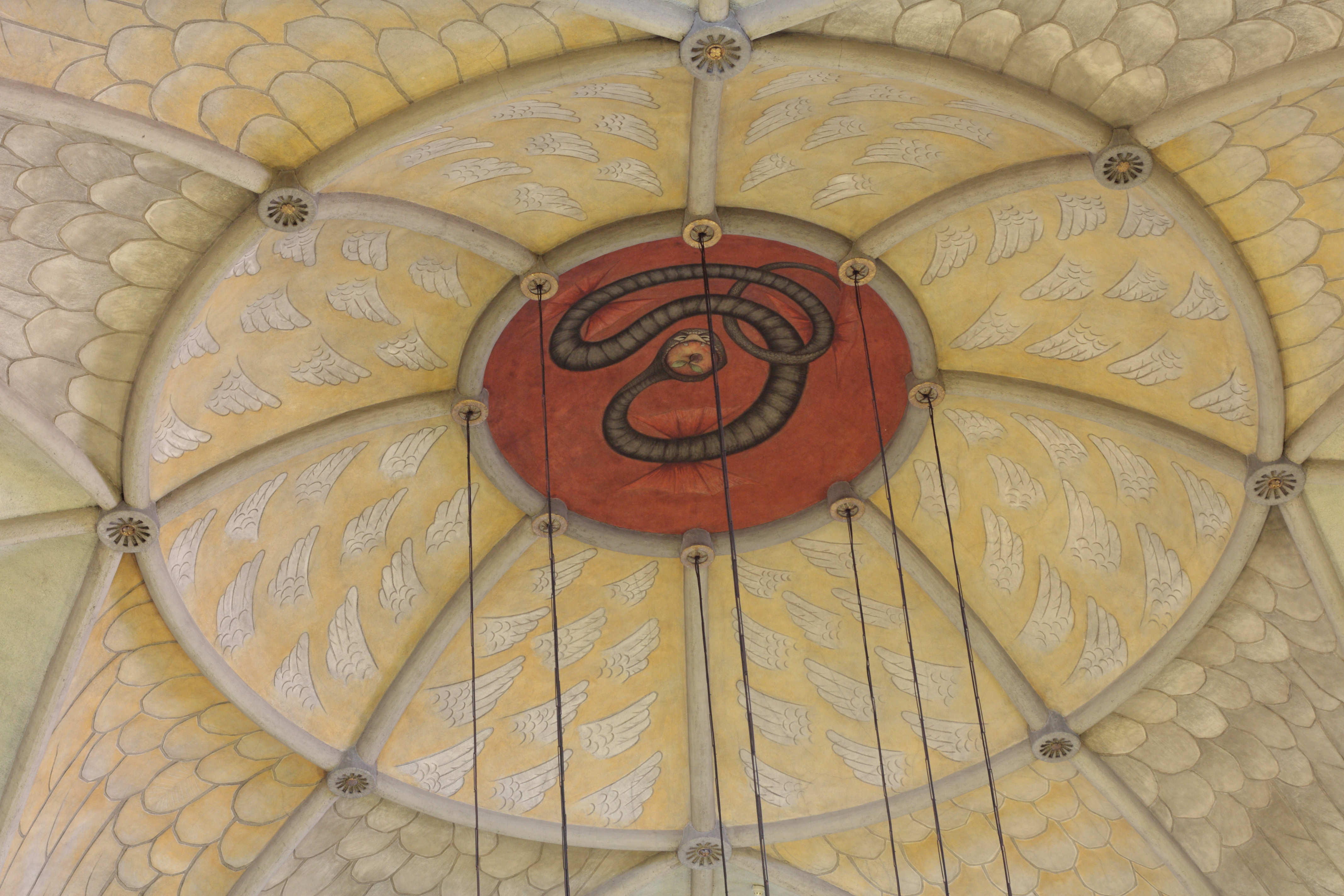
穹顶上的《天堂之蛇》
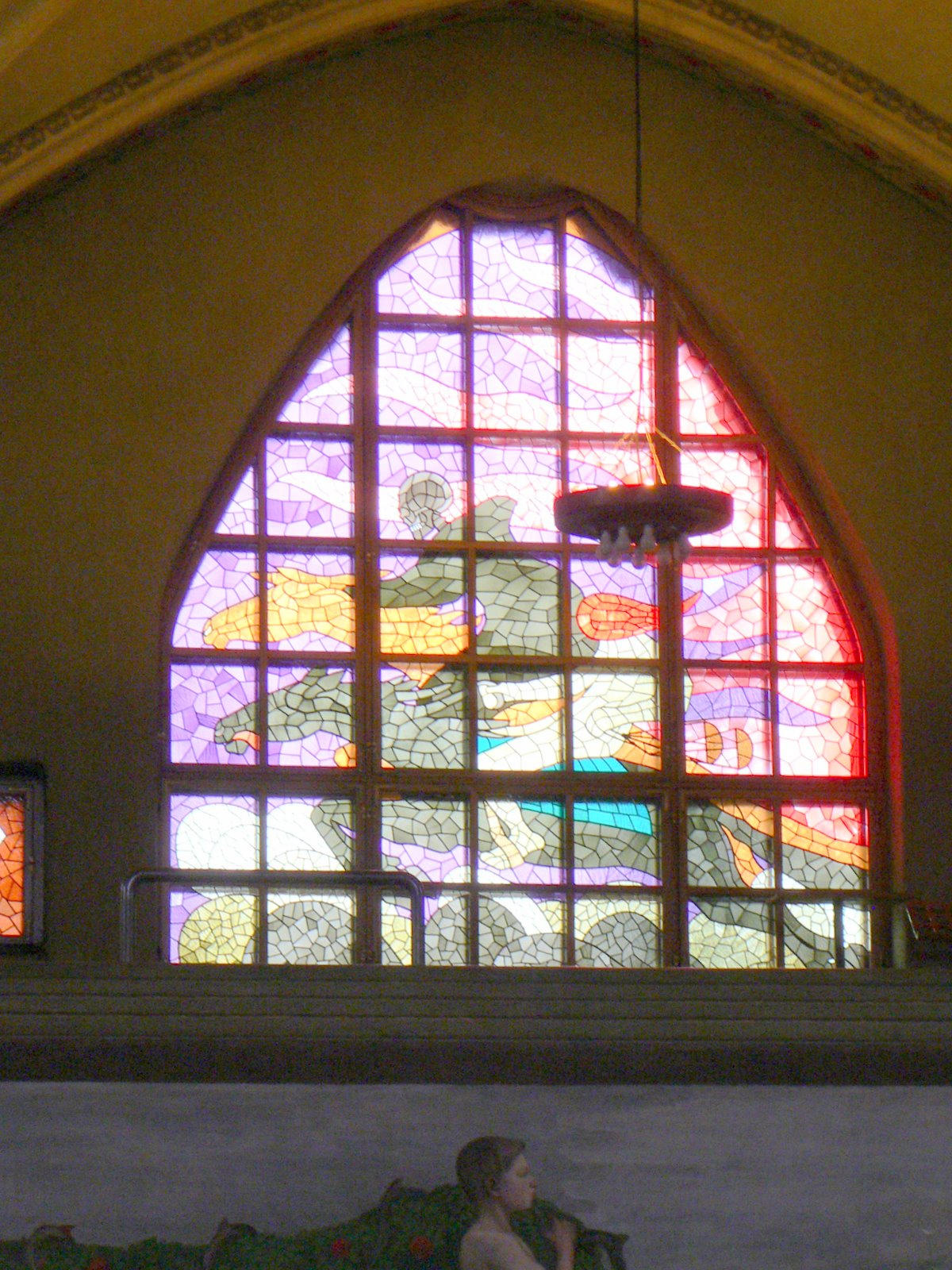
花窗玻璃
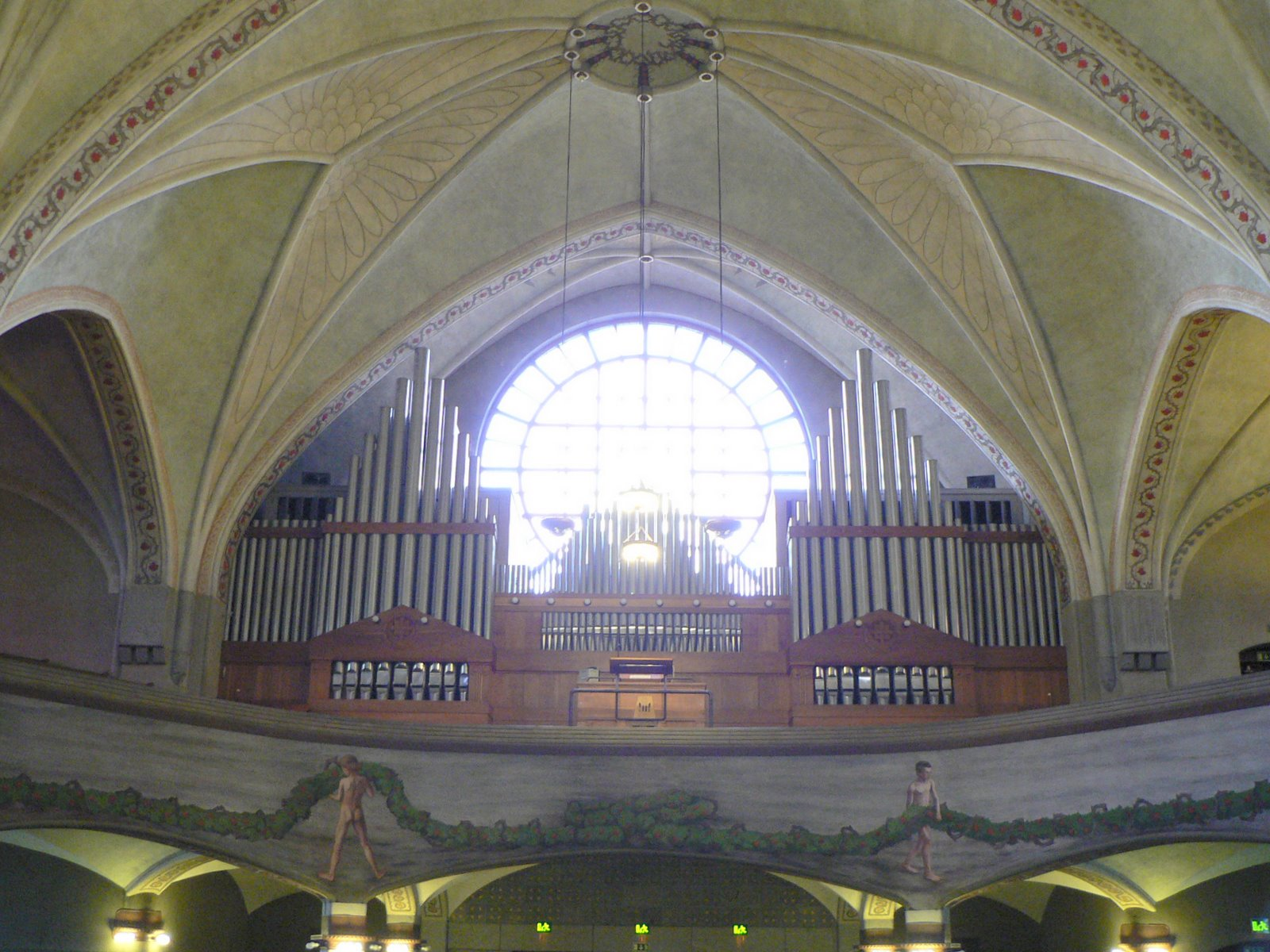
管风琴
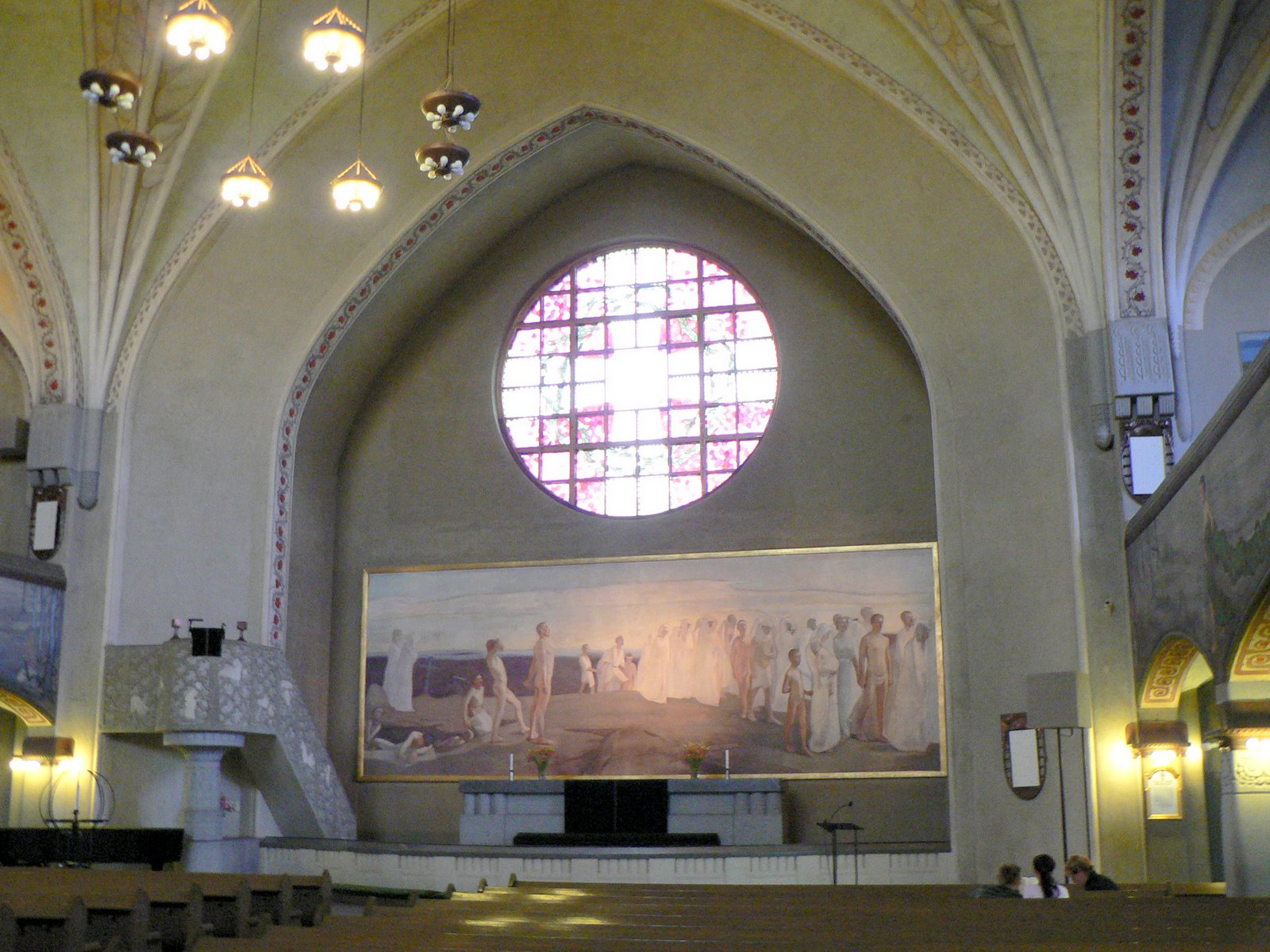
芒努斯·恩克尔创作的祭坛画
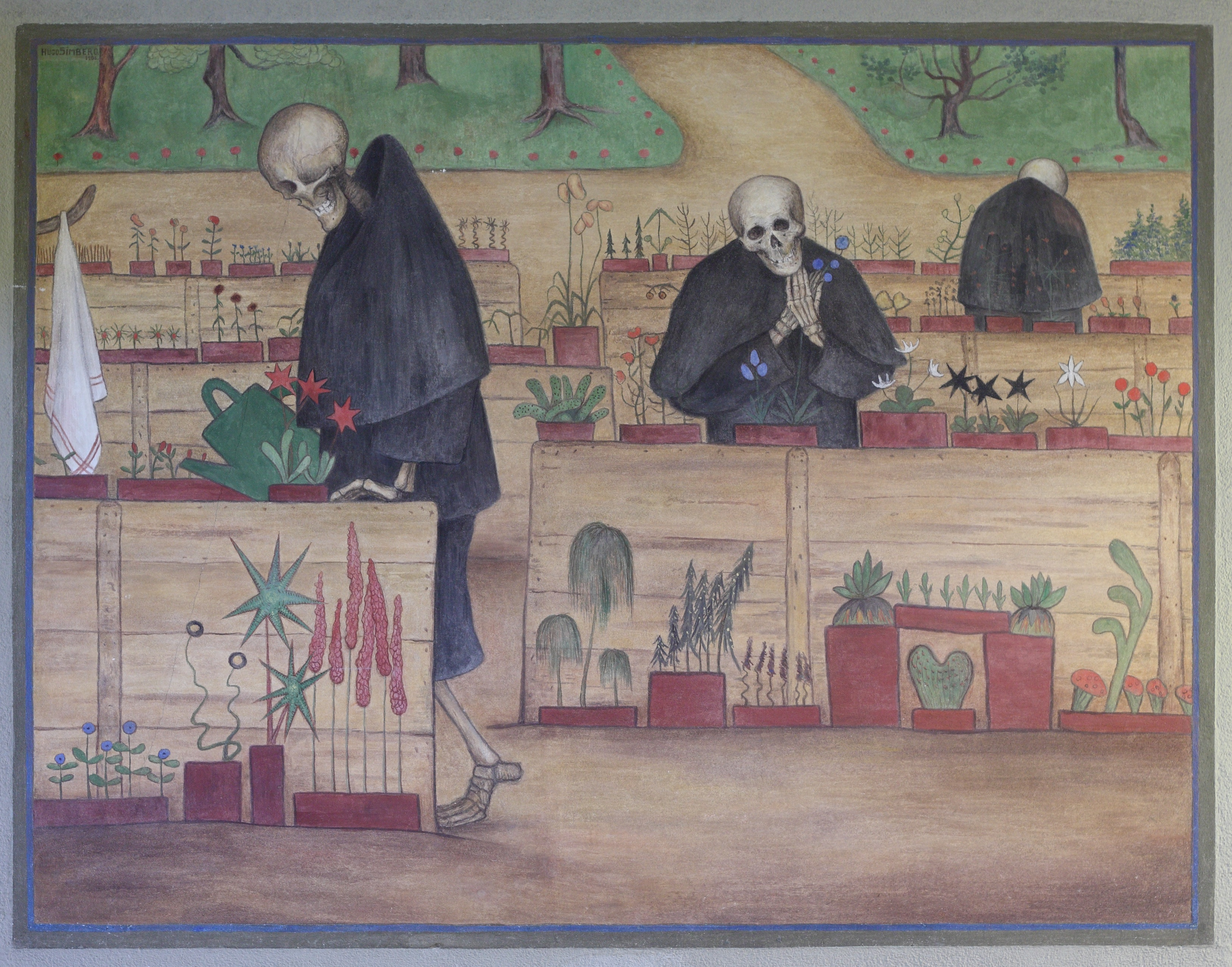
辛贝里的壁画《死神花园》
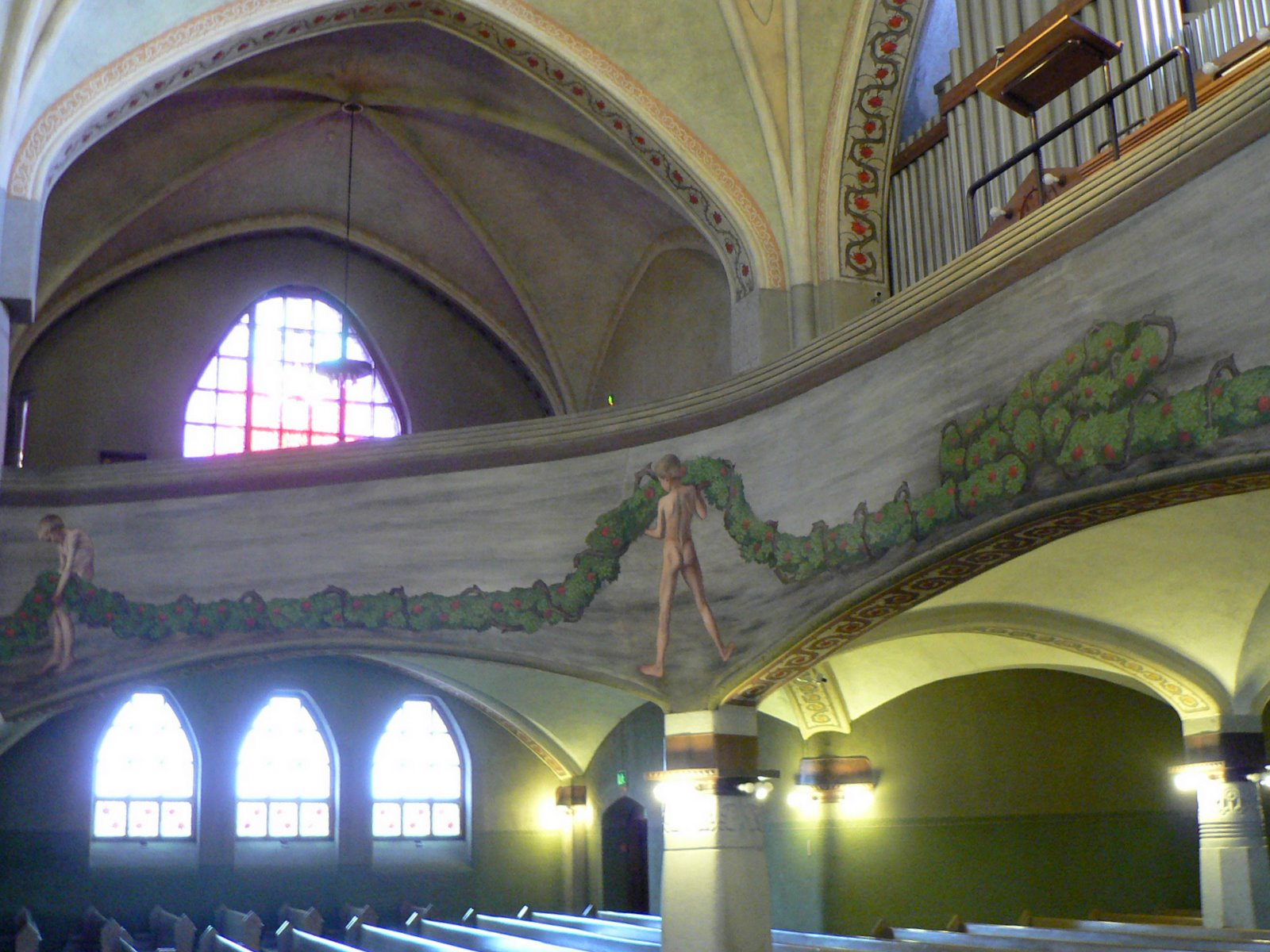
教堂内景